# شارل سره
 شارل سره (انگلیسی: Charles Soret؛ زاده ۲۳ سپتامبر ۱۸۵۴ – درگذشته ۴ آوریل ۱۹۰۴) یک فیزیک‌دان، و شیمی‌دان اهل سوئیس بود.